# سیامک گلشیری
سیامک گلشیری (زاده ۲۲ مرداد ۱۳۴۷) نویسنده معاصر ایرانی و اهل اصفهان است.

## زندگی‌نامه
سیامک گلشیری (زادهٔ۲۲ مرداد ۱۳۴۷) در خانواده‌ای فرهنگی در شهر اصفهان متولد شد. دوران کودکی را در اصفهان سپری کرد و سپس در شش سالگی به سبب تغییر شغل پدر به همراه خانواده به تهران مهاجرت کرد. بعد از انقلاب در سال ۱۳۵۹، بار دیگر به اصفهان بازگشت. در اواخر دوران دبیرستان به فعالیت‌های نمایشی روی آورد و چندین نمایشنامه را روی صحنه برد. با پایان دوران تحصیل، این فعالیت‌ها را کنار گذاشت و به خدمت سربازی اعزام شد و از آنجا که تنها پسر خانواده بود، از رفتن به جبهه معاف شد. او در این دوران به فراگرفتن زبان آلمانی روی آورد. پس از پایان این دوران، در سال ۱۳۶۹ تحصیلات خود را در رشتهٔ زبان آلمانی آغاز کرد. در این دوران به‌تدریج نه تنها به ادبیات آلمان، بلکه به ادبیات سایر کشورها نیز علاقه‌مند شد و درکنار خواندن آثار نویسندگان آلمانی، به مطالعهٔ آثار مشهور ادبیات جهان نیز پرداخت. گلشیری فعالیت ادبی خود را از سال ۱۳۷۰ آغاز کرد. اولین داستان کوتاه او به نام «یک شب، دیروقت» در سال ۱۳۷۳ در مجلهٔ آدینه به چاپ رسید و پس از آن داستان‌های زیادی در مجلات مختلف ادبی، نظیر آدینه، گردون، دوران، کارنامه، زنده‌رود، زنان، کلک و چند مقاله در روزنامه‌های مختلف به چاپ رساند. در سال ۱۳۷۵، پس از نوشتن رساله‌ای با عنوان «داستان کوتاه در آلمان پس از جنگ جهانی دوم»  موفق به دریافت درجهٔ کارشناسی ارشد زبان و ادبیات آلمانی شد. سرانجام در سال ۱۳۷۷ اولین مجموعه داستانش، با عنوان «از عشق و مرگ» را منتشر کرد.
بیشتر داستان‌های گلشیری در ایران معاصر و به ویژه در شهر تهران اتفاق می‌افتند و با نگاهی رئالیستی به انسان و رابطه‌اش با جامعهٔ معاصر می‌پردازند. بدین سبب می‌توان گفت با خواندن آثار او تصویر دقیقی از زندگیِ بخشی از طبقهٔ متوسط شهری، به‌ویژه در تهران، در ذهن خواننده نقش می‌بندد که به دلیل اصرار او در پرداختن به فضایی است که در آن زندگی می‌کند و این در آثار فانتزی این نویسنده، که برای نوجوانان نوشته شده بیشتر به چشم می‌خورد. از مشخصات دیگر داستان‌های او می‌توان به صحنه‌های متعدد، دیالوگ‌های بسیار و نثر بی‌طرفانه و خالی از صفت و قید اشاره کرد.
گلشیری که تاکنون بیش از بیست رمان و چند مجموعه داستان منتشر کرده، ۵ بار موفق به دریافت جایزه و بیش از ۱۰بار، نامزد جوایز مختلف ادبی بوده‌است. رمان‌های پنج‌گانهٔ خون‌آشام که در فهرست کاتالوگ کلاغ سفید کتابخانهٔ بین‌المللی مونیخ در سال ۲۰۱۴ جای گرفته، لقب پرفروش‌ترین مجموعه رمان تاریخ ادبیات کودک و نوجوان ایران را دریافت کرده‌است. او در دانشگاه‌ها و مراکز مختلف به تدریس داستان‌نویسی مشغول است.

## جوایز و افتخارات
- مجموعه‌داستان همسران، نامزد دریافت جایزه یلدا به عنوان بهترین مجموعه‌داستان سال ۱۳۷۲
- رمان مهمانی تلخ، نامزد دریافت جایزه مهرگان ادب به عنوان بهترین رمان سال ۱۳۸۰
- رمان نفرین‌شدگان، نامزد دریافت جایزه مهرگان ادب به عنوان بهترین رمان سال ۱۳۸۱
- رمان نفرین‌شدگان، نامزد دریافت جایزه ادبی اصفهان به عنوان بهترین رمان سال ۱۳۸۱
- مجموعه‌داستان با لبان بسته، برنده لوح تقدیر بهترین مجموعه داستان جایزه  یلدا سال ۱۳۸۲
- مجموعه‌داستان با لبان بسته، نامزد دریافت جایزه منتقدان و نویسندگان مطبوعاتی به عنوان بهترین مجموعه داستان سال ۱۳۸۲
- مجموعه‌داستان من عاشق آدم‌های پولدارم، نامزد دریافت جایزه هوشنگ گلشیری به عنوان بهترین مجموعه داستان سال ۱۳۸۵
- قصه دیگچه و ملاقه، برنده دیپلم افتخار بهترین ترجمه کتاب کودک و نوجوان سال ۱۳۸۳ و ۱۳۸۴
- رمان اولین روز تابستان، برنده جایزه بهترین رمان کتاب سال مهر سال ۱۳۸۹
- رمان اولین روز تابستان، برنده لوح تقدیر ششمین جشنواره کتاب برتر کودک و نوجوان سال ۱۳۸۹
- رمان جنگل ابر (مجموعهٔ خون‌آشام) انتخاب‌شده از سوی کتابخانهٔ بین‌المللی مونیخ در کاتالوگ کلاغ سفید سال ۲۰۱۴
- مجموعه‌داستان رژ قرمز، نامزد دریافت جایزه احمد محمود به عنوان بهترین مجموعه‌داستان سال ۱۳۹۶
- مجموعه‌داستان رژ قرمز، نامزد دریافت جایزه مهرگان ادب به عنوان بهترین مجموعه‌داستان سال ۱۳۸۶
- رمان دختران گمشده (اولین جلد از مجموعهٔ گورشاه)، برندهٔ سنجاقک طلایی جایزهٔ نوفه (گمانه‌زن) به عنوان بهترین رمان سال ۱۳۹۸
- مجموعه‌داستان میدان ونک، یازده و پنج دقیقه، برندهٔ لوح تقدیر دومین دورهٔ جایزهٔ مازندران، به عنوان بهترین مجموعه‌داستان سال ۱۳۹۸
- مجموعه گورشاه، برندهٔ تندیس و لوح تقدیر نهمین دورهٔ جایزهٔ کتاب سال مهر، به عنوان بهترین رمان سال ۱۳۹۹ و ۱۴۰۰

## آثار

### مجموعه‌داستان‌های کوتاه
- رُژ قرمز - نشر چشمه (۱۳۹۶)
- میدان ونک، یازده و پنج دقیقه - نشر چشمه (۱۳۹۸)

### رمان‌های بزرگسال
- شب طولانی - نشر نگاه (۱۳۸۰)
- مهمانی تلخ - نشر چشمه (۱۳۸۰)
- نفرین شدگان - نشر چشمه (۱۳۸۱)
- چهره پنهان عشق - نشر چشمه (۱۳۸۶)
- آخرش میآن سراغم - نشر چشمه (۱۳۹۳)
- آخرین رؤیای فروغ - نشر چشمه (۱۳۹۴)
- تصویر دختری در آخرین لحظه - نشر چشمه (۱۳۹۷)
- خفاش شب - نشر چشمه (۱۴۰۰)
- تقدیم به گلرخ، با عشق و نفرت - نشر چشمه (۱۴۰۱)

### رمان‌های نوجوان
- اولین روز تابستان - کانون پرورش فکری کودکان و نوجوانان (۱۳۸۹)
- آرش و تهمینه - نشر هوپا (۱۳۹۰)
- بردیا و ملکه سرزمین عاج - کانون پرورش فکری کودکان و نوجوانان (۱۳۹۳)
- خانه‌ای در تاریکی - نشر هوپا (۱۳۹۴)
- داستان انتقام - نشر  هوپا (۱۳۹۵)[۴]

رمان‌های پنج‌گانهٔ خون‌آشام:
- تهران، کوچه اشباح - نشر افق (۱۳۸۷)
- ملاقات با خون‌آشام - نشر افق (۱۳۸۹)
- شبح مرگ - نشر افق (۱۳۹۰)
- جنگل ابر - نشر افق (۱۳۹۲)
- شب شکار - نشر افق (۱۳۹۳)

رمان‌های پنج‌گانهٔ گورشاه:
- دختران گمشده - نشر افق (۱۳۹۸)
- به سوی قلمرو شاه یوناس - نشر افق (۱۳۹۹)
- طلسم فرشتهٔ مرگ - نشر افق (۱۳۹۹)
- یاران پادشاه - نشر افق (۱۴۰۰)
- مردگان قلعه سیاه - نشر افق (۱۴۰۱)

### متون کهن
- سمک عیار (تحلیل و تلخیص سمک عیار) - کانون پرورش فکری کودکان و نوجوانان (۱۳۸۴)
- هزار و یک شب (به کوشش سیامک گلشیری) - نشر پارسه (۱۳۹۰)
- قصه‌هایی از فیه مافیه (بازنویسی قصه‌های فیه مافیه) - نشر پارسه (۱۳۹۲)
- زیباترین داستان‌های هزار و یک شب (جلد اول: شاهزاده سنگی) گزیده و روایت سیامک گلشیری - نشر هوپا (۱۳۹۷)
- زیباترین داستان‌های هزار و یک شب (جلد دوم: ملکه مارها) گزیده و روایت سیامک گلشیری - نشر هوپا (۱۳۹۷)
- زیباترین داستان‌های هزار و یک شب (جلد سوم: اسب پرنده) گزیده و روایت سیامک گلشیری - نشر هوپا (۱۳۹۷)

### ترجمه
- اندوه عیسی، اثر ولفگانگ برشرت - نشر پارسه (۱۳۷۷)
- میراث، اثر هاینریش بل - انتشارات مروارید (۱۳۸۰)
- نان آن سال‌ها اثر هاینریش بل - انتشارات مروارید (۱۳۸۱)
- چه کسی از ویرجینیا وولف می‌ترسد؟ اثر ادوارد آلبی - انتشارات مروارید (۱۳۸۴)[۶]